# Lichtenrade
Lichtenrade är en förortsstadsdel i södra Berlin i Tyskland, på gränsen till Brandenburg.  Lichtenrade har 49 359 invånare (2011) och tillhör sedan 2001 stadsdelsområdet Tempelhof-Schöneberg.  

## Historia
Byn Lichtenrade omnämns första gången 1375 i kejsaren Karl IV:s landbok för Mark Brandenburg.  Fram till 1800-talet var platsen en lantlig by, till dess att järnvägen byggdes genom området, och 1883 öppnades en hållplats på linjen mellan Berlin och Dresden.  Därefter ökade befolkningen snabbt i takt med Berlins tillväxt, och 1920 införlivades orten med Stor-Berlin.
Under andra världskriget befann sig ett lägerannex till koncentrationslägret Sachsenhausen i Lichtenrade, där många krigsfångar från Ukraina internerades.
Efter kriget blev Lichtenrade en del av den amerikanska sektorn i Västberlin och kom att efter 1961 gränsa till Berlinmuren, vilket ledde till att tågförbindelserna söderut avklipptes.  Idag har Lichtenrade en hållplats för Berlins pendeltåg som sedan linjen reparerades passerar stadsgränsen söderut mot Blankenfelde.
Sedan 1960-talet har området bebyggts med villa- och höghusbebyggelse.

## Kända invånare
- John Anthony Brooks (född 1993), tysk-amerikansk fotbollsspelare.
- Christian Fiedler (född 1975), fotbollsspelare.
- Mike Kluge (född 1962), tävlingscyklist.
- Jan-Marco Luczak (född 1975), konservativ politiker (CDU).
- Klaus Wowereit (född 1953), socialdemokratisk politiker (SPD), regerande borgmästare i Berlin.